# أندرو لونش
أندرو لونش (بالإنجليزية: Andrew Lynch)‏ هو مغن مؤلف ومهندس الصوت ومنتج أسطوانات أمريكي، ولد في القرن العشرين في ألاسكا في الولايات المتحدة.